# Данкерк (Огайо)
Данкерк (англ. Dunkirk) — селище (англ. village) в США, в окрузі Гардін штату Огайо. Населення — 774 особи (2020).

## Географія
Данкерк розташований за координатами 40°47′17″ пн. ш. 83°38′33″ зх. д. / 40.78806° пн. ш. 83.64250° зх. д. (40.788135, -83.642567).  За даними Бюро перепису населення США в 2010 році селище мало площу 1,87 км², з яких 1,72 км² — суходіл та 0,15 км² — водойми.

## Демографія
Згідно з переписом 2010 року, у селищі мешкало 875 осіб у 332 домогосподарствах у складі 234 родин. Густота населення становила 468 осіб/км².  Було 386 помешкань (206/км²).
Расовий склад населення:
| - 97,4 % — білих - 0,5 % — азіатів - 0,3 % — корінних американців - 0,3 % — чорних або афроамериканців |

До двох чи більше рас належало 1,5 %. Частка іспаномовних становила 0,5 % від усіх жителів.
За віковим діапазоном населення розподілялося таким чином: 28,1 % — особи молодші 18 років, 59,8 % — особи у віці 18—64 років, 12,1 % — особи у віці 65 років та старші. Медіана віку мешканця становила 35,5 року. На 100 осіб жіночої статі у селищі припадало 100,7 чоловіків;  на 100 жінок у віці від 18 років та старших — 93,5 чоловіків також старших 18 років.
Середній дохід на одне домашнє господарство  становив 44 710 доларів США (медіана — 39 531), а середній дохід на одну сім'ю — 51 443 долари (медіана — 49 545). Медіана доходів становила 39 000 доларів для чоловіків та 27 300 доларів для жінок. За межею бідності перебувало 29,4 % осіб, у тому числі 52,5 % дітей у віці до 18 років та 9,8 % осіб у віці 65 років та старших.
Цивільне працевлаштоване населення становило 415 осіб. Основні галузі зайнятості: виробництво — 40,0 %, освіта, охорона здоров'я та соціальна допомога — 17,8 %, роздрібна торгівля — 9,4 %, публічна адміністрація — 5,3 %.